# Sarcophyton trocheliophorum
Sarcophyton trocheliophorum är en korallart som beskrevs av von Marenzeller 1886. Sarcophyton trocheliophorum ingår i släktet Sarcophyton och familjen läderkoraller. Inga underarter finns listade i Catalogue of Life.

## Bildgalleri

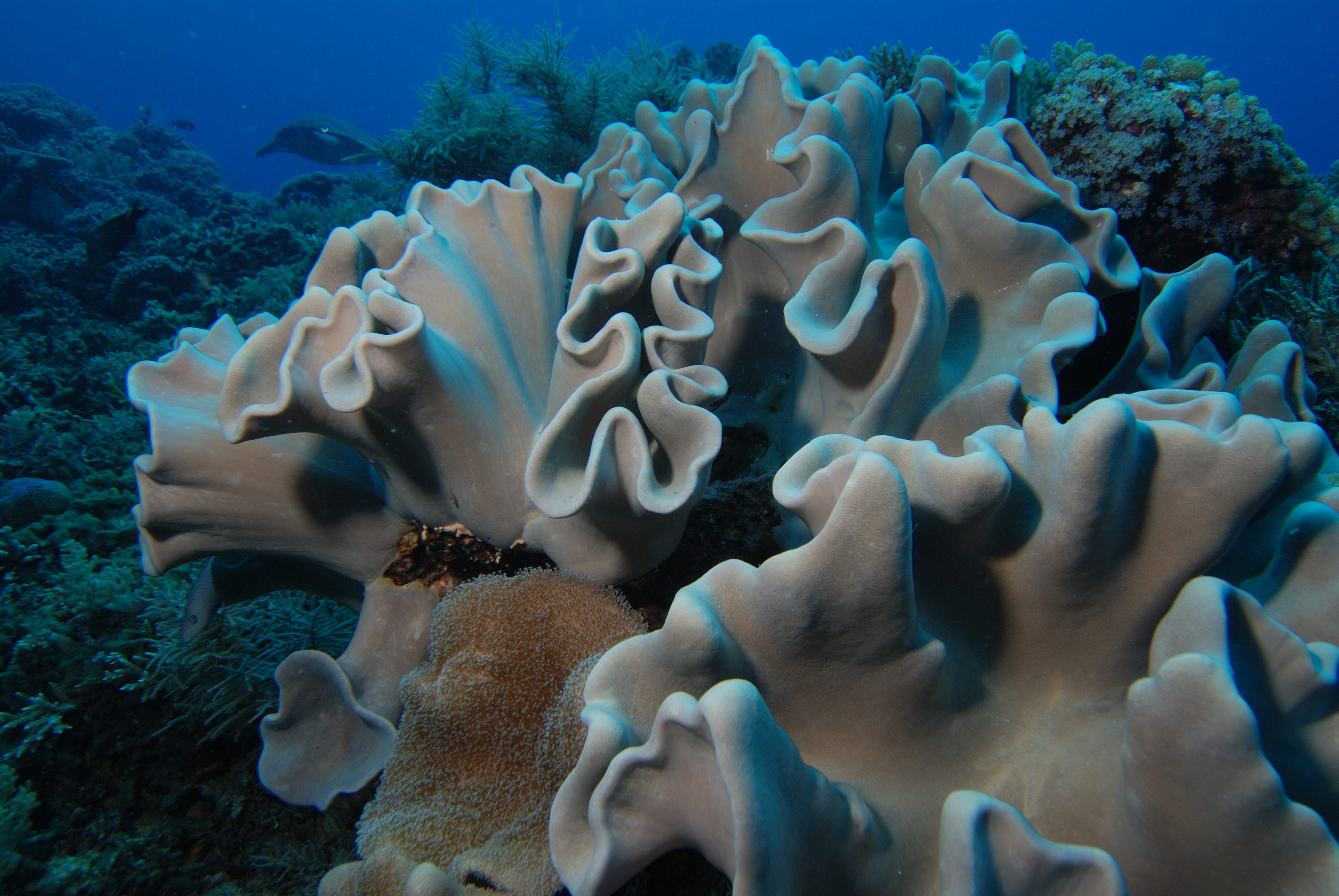